# On Tour with Eric Clapton
On Tour with Eric Clapton är ett musikalbum av Delaney & Bonnie & Friends som lanserades i mars 1970. Det är en liveinspelning gjord i Storbritannien. Flera kända musiker medverkar på skivan vilket kan ses i listan nedan. Några av dem medverkade sedan på George Harrisons debutalbum All Things Must Pass och Eric Claptons skiva Layla and Other Assorted Love Songs. 2010 gavs en ny utökad utgåva av On Tour ut bestående av fyra CD-skivor.
Skivans omslagsfoto togs av Barry Feinstein under Bob Dylans turné 1966 och visar en Rolls-Royce Silver Dawn med Dylans fötter utstickande ur sidrutan.

## Låtlista
1. "Things Get Better" - 4:20
2. "Poor Elijah - Tribute to Robert Johnson" - 5:00
3. "Only You Know and I Know" - 4:10
4. "I Don't Want to Discuss It" - 4:55
5. "That's What My Man Is For" - 4:30
6. "Where There's A Will There's A Way" - 4:57
7. "Comin' Home" - 5:30
8. "Little Richard Medley" - 5:45

## Medverkande musiker
- Delaney Bramlett - sång, elgitarr
- Bonnie Bramlett - sång
- Eric Clapton - elgitarr
- Dave Mason - elgitarr
- George Harrison - elgitarr (stod ursprungligen ej krediterad på skivfodralet)
- Carl Radle - elbas
- Jim Gordon - trummor
- Tex Johnson - slagverk, percussion
- Bobby Whitlock - orgel
- Bobby Keys - saxofon
- Jim Price - trombon, trumpet
- Rita Coolidge - sång

## Listplaceringar
- Billboard 200, USA: #29[1]
- UK Albums Chart, Storbritannien: #39[2]